# Ministerie van Defensie (Verenigd Koninkrijk)

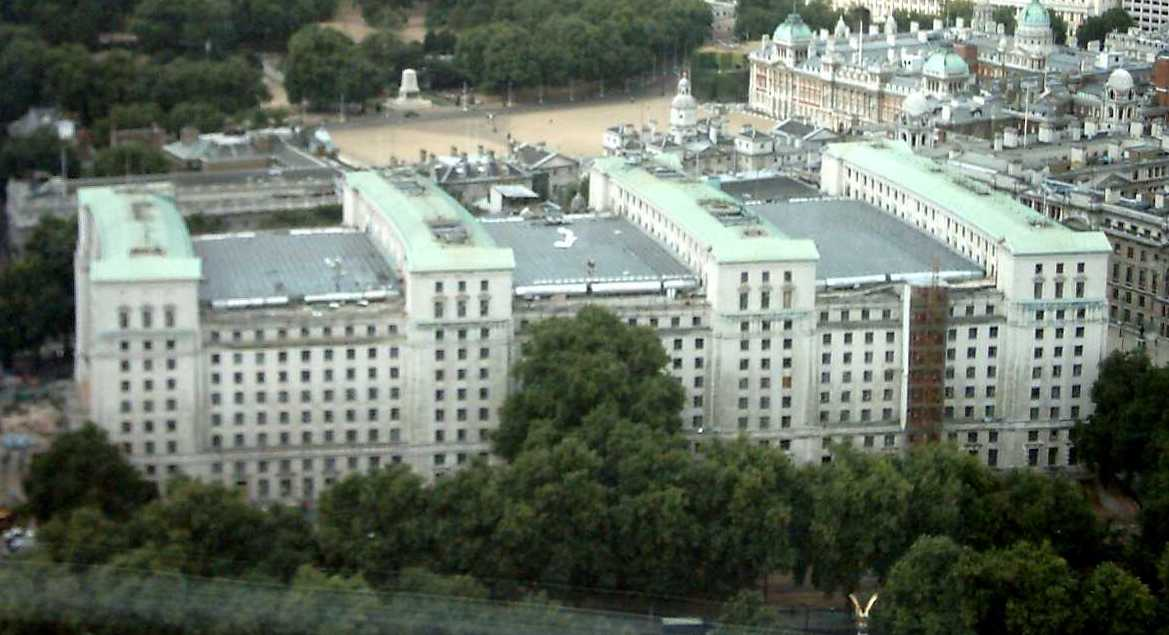
Ministerie van Defensie, Londen

Het Ministerie van Defensie (Ministry of Defence; MoD) in het Verenigd Koninkrijk is de afdeling van het Britse ministerie die verantwoordelijk is voor de uitvoering van de defensiepolitiek van de regering en het hoofdkwartier van de British Armed Forces. Het MoD regelt ook het dagelijkse bestuur van de strijdkrachten, eventualiteitenplanning en defensieaanstedingen.
Het MoD stelt dat zijn belangrijkste doel het verdedigen van het Verenigd Koninkrijk en het landsbelang is, naast het versterken van de internationale vrede en stabiliteit. Met de ineenstorting van de Sovjet-Unie en het einde van de Koude Oorlog zag het MoD geen conventionele dreiging op korte termijn. Aan het begin van de 21e eeuw zag het massavernietigingswapens, internationaal terrorisme en mislukte en mislukkende staten wel als belangrijkste dreigingen van het landsbelang.